# (4027) Mitton
(4027) Mitton (1982 DN) – planetoida z pasa głównego asteroid okrążająca Słońce w ciągu 3,63 lat w średniej odległości 2,36 j.a. Odkryta 21 lutego 1982 roku.